# Fire (песня BTS)
«Fire» (с англ. — «Огонь»; кор. 불타오르네; ром: bultaoreune) — песня, записанная южнокорейским бойз-бендом BTS из их первого сборника  The Most Beautiful Moment in Life: Young Forever. Оригинальная корейская версия была выпущена лэйблом Big Hit Entertainment 2 мая 2016 года в Южной Корее, японская версия была выпущена 7 сентября 2016 года в их полноформатном альбоме Youth под Universal Music Japan и Def Jam Recordings.

## Композиция
Композиция была написана Pdogg, Бан Си Хёком, RM, Сюгой, Джей Хоупом и Devine Channel, а Pdogg выступал в качестве основного продюсера.

## Продвижение
BTS продвигали композицию на музыкальных шоу в течение недели, выступая на Mnet, KBS, MBC и SBS, чтобы учесть отдельные мероприятия, выступления и зарубежные графики гастролей, начиная с M! Countdown 12 мая. Песня была раскручена на Gayo Daejeon в декабре 2018 года.

## Музыкальный видеоклип
Клип на песню «Fire» вышел 2 мая. 9 мая BTS выпустили танцевальную версию видео для продвижения на музыкальных программах. Танец был поставлен Keone Madrid.

## Коммерческий успех
Сингл BTS возглавил Billboard World Digital Songs. Видео для «Save Me» занимает первое место по количеству просмотров K-Pop видео в Америке, в мае 2016 возглавил список Billboard.

## Чарты

### Weekly charts
| Чарты (2017)                                     | Пиковые позиции |
| ------------------------------------------------ | --------------- |
| Finland Download (Suomen virallinen latauslista) | 11              |
| Japan (Japan Hot 100)                            | 30              |
| Philippines (Philippine Hot 100)                 | 22              |
| South Korea (Gaon Singles Chart)                 | 7               |
| US World Digital Song Sales (Billboard)          | 1               |

## Продажи
| Чарты       | Продажи |
| ----------- | ------- |
| Южная Корея | 856,373 |
| США         | 78,000  |

## Номинации
| Год  | Организатор          | Номинация         | Результат | Ссылка        |
| ---- | -------------------- | ----------------- | --------- | ------------- |
| 2017 | Annual Soompi Awards | Best Choreography | Номинация | [ 15 ] [ 16 ] |

## Персонал
Корейские титры взяты из вкладыша компакт-диска The Most Beautiful Moment In Life: Young Forever.
- Pdogg — продюсер, клавишник, synthesizer, chorus, вокальная и рэп-аранжировки, звукорежиссёр @ Dogg Bounce
- «hitman» bang — продюсер
- RM — продюсер
- Сюга — продюсер
- Devine Channel — продюсер
- Джонгук — chorus
- Чимин — chorus
- James F. Reynolds — mix engineer